# Gegants de Sarrià
Els Gegants de Sarrià són una parella de gegants formada per En Gervasi i la Laieta van néixer com a parella de gegants de Sarrià i de Sant Gervasi de Cassoles. Són unes figures que figuren un pagès i una pagesa del final del segle xix, representatius d'aquestes dues antigues viles, actualment unificades en el Districte de Sarrià – Sant Gervasi.
Les figures són obra de Domènec Umbert i s'estrenaren al barri de Galvany l'any 1987. Més tard, el 2000, les va restaurar l'escultor egarenc Jordi Grau, del Taller el Drac Petit.
Amb els gegants s'estrenà la sardana «En Gervasi i la Laieta», del compositor Tomàs Sagué i Camó, arranjada per David Puertas i Esteve, que ha esdevingut el ball propi de la parella gegant. Es pot veure representat cada any a la trobada que es fa per la festa major de Sarrià, el primer cap de setmana d'octubre.
La Colla Gegantera de Sarrià és l'encarregada de treure a passejar i ballar en Gervasi i la Laieta i de portar-los a participar en festes i cercaviles per tot Catalunya, moltes vegades amb el fill de la parella, el gegantó Blauet. I quan no surten es poden visitar a la seu del Districte de Sarrià – Sant Gervasi, on són exposats juntament amb més gegants de la zona, companys de sortides.